# حمص أبيض
حمص أبيض (الاسم العلمي: Cicer album) هي نوع نباتي يتبع جنس الحمص من فصيلة البقولية